# Brontoraptor
"Brontoraptor" ("hřmotný lupič") je neformální rodové jméno dosud nepopsaného teropodního dinosaura, jehož fosilie byly objeveny ve svrchnojurském Morrisonově souvrství (stáří asi 150 milionů let). Tento velký tetanurní teropod žil na území dnešního Wyomingu (lokalita Como Bluff) a mohlo se jednat o masivního megalosaurida. Žil ve stejném prostředí jako jiný obří teropod, Edmarka rex. Název "Brontoraptor" představil již kolem roku 1995 paleontolog Robert T. Bakker, dodnes však nebyl fosilní materiál formálně popsán. Jde tedy o nomen nudum.
Brontoraptor byl velmi masivně stavěn a měl mohutné tělesné proporce. Kosti byly velmi silné a tento dojem ještě více umocňovaly. Proto se předpokládá, že mohlo jít spíše o mrchožrouta, který byl pro aktivní lov příliš těžký. Více o tomto dinosaurovi prozradí až oficiální popis nebo další objevy. Zatím je obvykle řazen do rodu Torvosaurus.